# Johann Christian Schickhardt
Johann Christian Schickhardt (ur. 1682 w Brunszwiku, zm. w marcu 1762 w Lejdzie) – niemiecki kompozytor okresu późnego baroku. Ponieważ zmarł w Lejdzie, niekiedy uważano go za kompozytora holenderskiego.

## Życiorys
Schickhardt był flecistą i oboistą w Oper am Gänsemarkt. W pierwszej połowie XVIII wieku ukazało się drukiem wiele jego utworów (przeważnie z gatunku muzyki kameralnej).
Schickhardt pisał przede wszystkim na flet prosty.

## Spis utworów[1]
Utwory wydane za życia kompozytora
- 7 sonat na flet prosty i basso continuo op. 1;
- 7 sonat na obój/skrzypce i basso continuo op. 2;
- 7 sonat na flet prosty i basso continuo op. 3;
- 6 (?) sonat na 2 flety proste i basso continuo op. 4;
- 6 sonat na flet prosty, 2 oboje/skrzypce, violę da gamba i basso continuo op. 5;
- 6 sonat na 2 flety proste i basso continuo op. 6;
- 12 sonat na 2 oboje/skrzypce i basso continuo op. 7;
- 6 sonat na obój/skrzypce i basso continuo op. 8;
- 6 sonat na 2 flety proste (basso continuo ad libitum) op. 9;
- 6 sonat na 2 oboje/skrzypce/flety poprzeczne (basso continuo ad libitum) op. 10;
- Recueil de Menuets a uin dessus & Basse continue (zbiór menuetów na instrument melodyczny i basso continuo) op. 11;
- Szkoła gry na flet prosty op. 12 – zawiera 42 Airs na 2 flety proste;
- 6 koncertów na 2 skrzypiec, 2 oboje/skrzypce, wiolonczelę i basso continuo op. 13;
- 6 sonat na flet, obój/skrzypce, violę da gamba i basso continuo op. 14;
- Szkoła gry na obój op. 15 – zawiera m.in. Airs na 2 oboje;
- 12 sonat na 2 flety proste i basso continuo op. 16;
- 12 sonat na flet prosty i basso continuo op. 17;
- op. 18/1: zbiór Airs na flet prosty;
- op. 18/2: zbiór 146 Airs na flet prosty;
- 6 koncertów na 4 flety proste i basso continuo op. 19;
- 6 sonat na flet poprzeczny/obój/skrzypce i basso continuo op. 20;
- 6 sonat na flet poprzeczny/obój/skrzypce i basso continuo op. 20/1;
- 6 sonat na flet poprzeczny/obój/skrzypce i basso continuo op. 20/2;
- Airs spirituels des Luthériens na 2 flety proste i basso continuo op. 21;
- 6 sonat na 2 flety proste, obój i basso continuo op. 22;
- 12 sonat na flet prosty i basso continuo op. 23;
- 6 sonat na flet prosty i basso continuo op. 24;
- 6 sonat na skrzypce i basso continuo op. 25;
- 6 sonat na 2 flety proste op. 26;
- L’Alphabeth de la musique op. 30 – 24 sonaty na flet poprzeczny/skrzypce/flet prosty i basso continuo we wszystkich 24 tonacjach;
- 6 sonat na flet prosty, 2 oboje i basso continuo;
- Różne drobne utwory na 1-2 flety/oboje w publikacjach: The Compleat Tutor to the Hautboy (Walsh & Hare, Londyn ok. 1715), The Compleat Flute Master... (Bennett, Londyn ok. 1760) oraz Airs na 2 flety proste Gasparo Viscontiego, drugie wydanie „poszerzone o utwory Schickhardta”.

Utwory zachowane w rękopisach
a) autografy
- Koncert g-moll na flet prosty, 2 oboje, smyczki i basso continuo;
- Suita F-dur na skrzypce, 2 oboje, 2 flety proste, smyczki i basso continuo;

b) inne rękopisy
- Sonata de Monr: Schicard d-moll na instrument melodyczny (flet prosty?) i basso continuo;
- Sonata na flet prosty i basso continuo oraz sonata na skrzypce i basso continuo;
- 6 sonat na 2 flety proste i basso continuo.

Opracowania
- Giovanni Battista Tibaldi, 12 sonat na 2 skrzypiec i basso continuo op. 1, opracowane przez Schickhardta na 2 flety proste i basso continuo;
- Arcangelo Corelli, Concerti Grossi op. 6, opracowane przez Schickhardta na 2 flety proste i basso continuo.